# Lampião (cangaceiro)
Virgulino Ferreira da Silva, mais conhecido como Lampião (Vila Bela, entre 1897 e 1900 – Porto da Folha, 28 de julho de 1938) foi um cangaceiro brasileiro atuante no Sertão nordestino entre as décadas de 1920 e 1930. Por ser considerado o líder do movimento de banditismo mais bem sucedido da história do Brasil e do século XX, ganhou o apelido de "Rei do Cangaço".
Filho de José Ferreira e Maria Lopes de Oliveira, conhecida como "Maria Jacosa”, Virgulino passou os primeiros anos de sua juventude trabalhando como vaqueiro na roça de seu pai. Ele e seus irmãos se envolveram em intrigas com seus vizinhos pela primeira vez em 1917, levando a diversas mudanças que não foram suficientes para afastar a família de seus inimigos. Entrou para o grupo de cangaceiros de seu tio, Antônio Matildes, quando passa a ser conhecido como "Lampião". Após a morte de seu pai, assassinado pela força volante do coronel José Lucena em 1921, entrou para o bando de Sinhô Pereira, do qual tornou-se líder após este abandonar o cangaço em 1922.
Durante os cerca de 16 anos em que Lampião atuou no cangaço, seu bando — que chegou a contar com centenas de cangaceiros — foi responsabilizado por saques, assassinatos, torturas, sequestros e estupros em sete estados do Nordeste brasileiro. Estima-se que o bando de Lampião tenha assassinado mais de mil pessoas e tenha entrado em conflito com as forças volantes mais de duzentas vezes, se tornando, na época, o criminoso mais conhecido e procurado do Brasil.
Foi executado junto com outros 10 membros do seu bando, incluindo a sua companheira Maria Bonita, pela força policial volante do então tenente João Bezerra da Silva na Grota do Angico, no município sergipano de Porto da Folha, em 28 de julho de 1938; Lampião e seus companheiros tiveram seus corpos decapitados, e suas cabeças postas em exibição em diversos pontos do país. Os crânios do casal foram enterrados junto aos restos mortais somente em 1969. A sua morte, ocorrida concomitantemente a um momento de modernização da paisagem do sertão nordestino e de centralização da administração pública promovida pela ditadura do Estado Novo — em conjunto com a intensificação dos fluxos migratórios para o Centro-Sul do Brasil — marcou os momentos finais do fenômeno do cangaço, que encerrar-se-ia alguns anos depois, com a morte e prisão de muitos dos antigos companheiros de Lampião.

## Antecedentes
A economia do sertão no tempo da juventude de Lampião estava fortemente ligada à pecuária desde os tempos da colonização portuguesa; nesse período, a política da região era dominada por grandes proprietários de terra, que a conquistavam por meio da expulsão das suas populações originárias via capangas armados — ou jagunços — e que utilizavam dessa força paramilitar para preservar o seu poder político e intimidar a grande massa de sertanejos despossuídos.
A partir do final do século XIX, com o crescimento populacional do Sertão e o agravamento da pobreza das camadas mais humildes da população sertaneja, fenômenos independentes como o Cangaço — que já encontrava precedentes desde meados do século XVIII — foram potencializados, formando o que o historiador Eric Hobsbawm chama de "banditismo social": isso é, o fenômeno onde criminosos produzidos por meio de idiossincrasias de sociedades estratificadas predominantemente rurais são considerados por parte significativa das camadas mais baixas dessa sociedade, como agente transformador da sua realidade.

## Primeiros anos
Virgulino Ferreira da Silva nasceu entre 1897 e 1900, em Vila Bela (atual município de Serra Talhada), no estado de Pernambuco. Era o terceiro filho de José Ferreira da Silva e Maria Lopes de Oliveira, vulgo "Maria Jacosa". Seu pai era proprietário de um sítio chamado "Passagem das Pedras", dedicado à agricultura de subsistência, onde Virgulino trabalhou como vaqueiro durante sua juventude. Apesar disso, Virgulino conseguiu se alfabetizar rudimentarmente — apesar de nunca ter frequentado o ensino regular — e participava de diversos eventos sociais da vizinhança onde morava, aprendendo, inclusive a tocar sanfona.

## Primeiros conflitos
Especula-se que Virgulino e seus irmãos envolveram-se em intrigas com os seus vizinhos, principalmente com José Alves de Barros — ou "José Saturnino". Os relatos a respeito do começo dessa inimizade são vários e, muitas vezes, confusos, mas geralmente apontam para uma acusação de roubo de animais de Saturnino pelos irmãos Ferreira; por sua vez, os irmãos Ferreira teriam igualmente acusado José Saturnino e seu pai — Saturnino Alves de Barros — de estarem roubando seus animais.
Em 1917, após a morte do patriarca Saturnino Alves de Barros, José Saturnino acusou Virgulino de se apoderar de um chocalho que era utilizado para identificar seus animais, ocasião na qual Ferreira haveria destruído o instrumento na frente de Saturnino, dando-lhe o apelido de "Zé Chocalho", ou "Zé Muié”, como forma de humilhação. Após uma série de altercações entre os irmãos Ferreira e os funcionários de Saturnino, José Ferreira teria sido forçado a entrar em um acordo com o vizinho, no qual teria que vender seu sítio a um preço irrisório e se exilar na localidade de "Poço do Negro", próximo à vila de Nazaré, no município de Floresta, onde vivia Manoel Lopes — um parente da família. Segundo esse acordo, enquanto os Ferreiras juravam não mais retornar à sua antiga propriedade, os Saturninos deveriam se comprometer em não se aproximar de Nazaré.[carece de fontes?]
Tempos depois do acordo, Saturnino foi avistado por Virgulino e seu tio Manoel Lopes visitando Nazaré. Para responder à quebra do acordo, os dois atocaiaram Saturnino, sem matá-lo ou feri-lo. Como resposta, os Saturninos atacaram o Poço do Negro, sendo repelidos por Virgulino e Manoel. A partir desse momento, os irmãos Ferreira começaram a andar constantemente armados, ganhando a antipatia dos moradores de Nazaré, que os imputaram a fama de cangaceiros; eles acreditavam que os Ferreiras mantinham ligações com o bando de Sinhô Pereira. Em 1918, a família foi levada a se exilar novamente, passando a viver como inquilinos de uma propriedade chamada "Olho d'Água", no município alagoano de Água Branca, onde a família viveria juntamente do sogro do patriarca Ferreira: Antônio Matilde, que era protegido dos coronéis Luís e Ulysses Luna.

## A entrada no Cangaço

### Sob o comando de Antônio Matilde
Segundo relatos, Saturnino procurou destruir a reputação de Antônio Matilde junto ao coronel Luna. Ao saber disso, Matilde reuniu os seus netos e mais alguns membros de sua família e foi até a vila de São Francisco pedir proteção à Sinhô Pereira, que colocou à disposição o cangaceiro Baliza, além de seis outros homens. O grupo então partiu para o assalto às fazendas de Saturnino, que, diante da situação, se aliou ao bando de cangaceiros de Cassimiro Honório. A partir desse momento, Virgulino e seus irmãos — liderados por Antônio Matilde e aliados ao bando de Antônio Porcino e irmãos — teriam saqueado, pela primeira vez, o povoado de Pariconha. Foi nessa época que Virgulino teria se dado o apelido de Lampião. Para se afastar das atividades criminosas dos filhos, José Ferreira se mudaria novamente — e pela última vez — para o município de Mata Grande, nas Alagoas.
Ali, José Ferreira foi assassinado pela polícia sob o comando do Tenente Lucena; Maria Jacosa morreria pouco tempo depois de complicações cardíacas.

### No Bando de Sinhô Pereira
Pouco tempo depois da morte de José Ferreira, Antônio Matilde deixou o cangaço e foi viver o resto da vida na Paraíba, deixando Lampião no encargo de seu bando, que, principalmente após a morte de Antônio Porcino em setembro de 1921, passou a trabalhar em conjunto com Sinhô Pereira. Nesse período, Lampião conheceu muitos dos coiteiros e parentes de Pereira que, mais tarde, dariam abrigo e tornariam possível a continuidade do cangaço sob o seu comando. Tomou posse do bando do cangaceiro alguns meses depois, quando esse, exortado por Padre Cícero, decidiu abandonar o banditismo; Luís Padre, cangaceiro companheiro de Sinhô Pereira, abandonou o cangaço por volta da mesma época.

## Lampião como o "Rei do Cangaço"

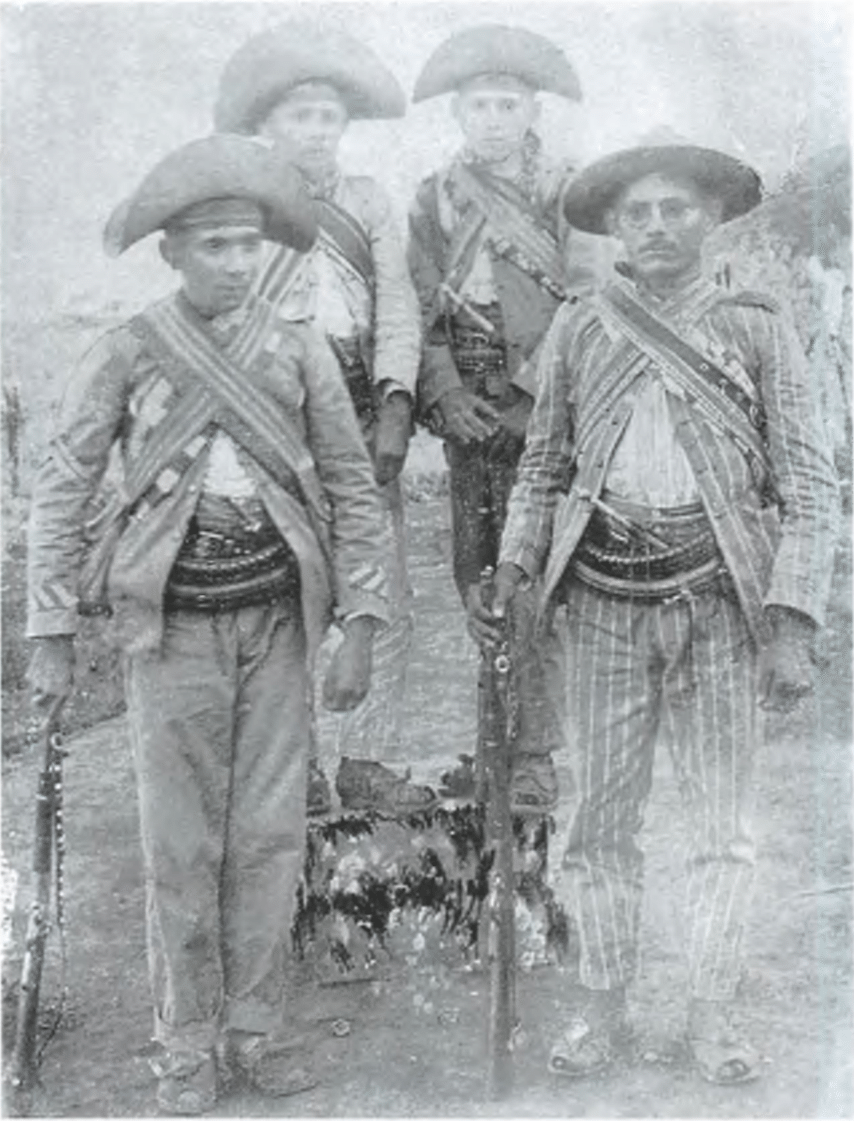
Lampião com parte de seu bando em 1922, fotografia de Genésio Gonçalves de Lima. Nessa foto, da esquerda para a direita: o próprio Lampião; seu irmão Levino, vulgo "Vassoura"; Antônio Rosa, vulgo "Toinho do Gelo" e seu outro irmão Antônio, vulgo "Esperança".

A primeira ação do bando comandado por Lampião foi invadir a cidade de Belmonte em Pernambuco, e assassinar o coronel e comerciante Luiz Gonzaga Lopes Gomes Ferraz. Após o ataque em Belmonte, o bando de Lampião foi visto entrando no estado de Alagoas. As ações do bando de Lampião passaram a ocorrer além das divisas de Pernambuco, chegando aos estados da Paraíba, Rio Grande do Norte e Ceará, de forma que em janeiro de 1923, os chefes de polícia destes estados se reuniram pela primeira vez para discutir a criação de uma força-tarefa conjunta de combate ao cangaço.
Lampião e seu bando cruzaram a divisa de Alagoas com Pernambuco em junho de 1923 e atacaram o povoado de Belém do São Francisco, próximo a Salgueiro, roubando mercadorias no valor de um conto de réis. Além disso, sitiaram Salgueiro provocando a paralisação do comércio e o desabastecimento da cidade. Posteriormente, atravessaram a divisa estadual e ingressaram no estado do Ceará, onde o bando possuía apoio político.
Em julho, Lampião atravessa Pernambuco e invade o estado de Alagoas saqueando várias fazendas. Inicialmente as autoridades reagiram tentando perseguir o bando de Lampião a cada relato de sua presença, às custas de deixar cidades menores do interior nordestino desguarnecidas. Lampião despistava a polícia através de mensagens de telégrafo, noticiando sua presença em cidades providas de grandes contingentes, enquanto cidades menos guarnecidas ficavam suscetíveis a ataques.
Com isso, os governos da Paraíba e Pernambuco criaram forças policiais móveis (posteriormente os demais estados aderiram)[carece de fontes?]. Chamadas popularmente de "Volantes", essas forças passaram a ter permissão para entrar em estados vizinhos em busca de Lampião e seu bando. Em uma dessas missões, no mês de julho de 1925, uma força volante da Paraíba composta de dezenove homens comandados pelo sargento José Guedes combateu parte do bando de Lampião, formado por quinze cangaceiros, na fazenda Serrote Preto (localizada entre Pernambuco e Alagoas). No combate foi morto Levino, irmão de Lampião.
Além do grupo principal, Lampião tinha o comando de diversos subgrupos paralelos, designando outros cangaceiros à frente, a exemplo de Corisco e Antonio de Engracia.

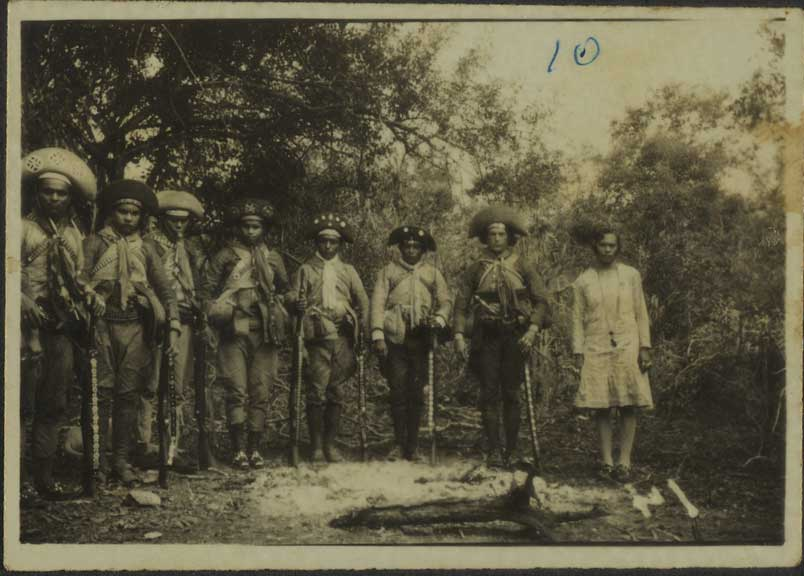
Lampião, Maria Bonita e grupo de cangaceiros (1936)

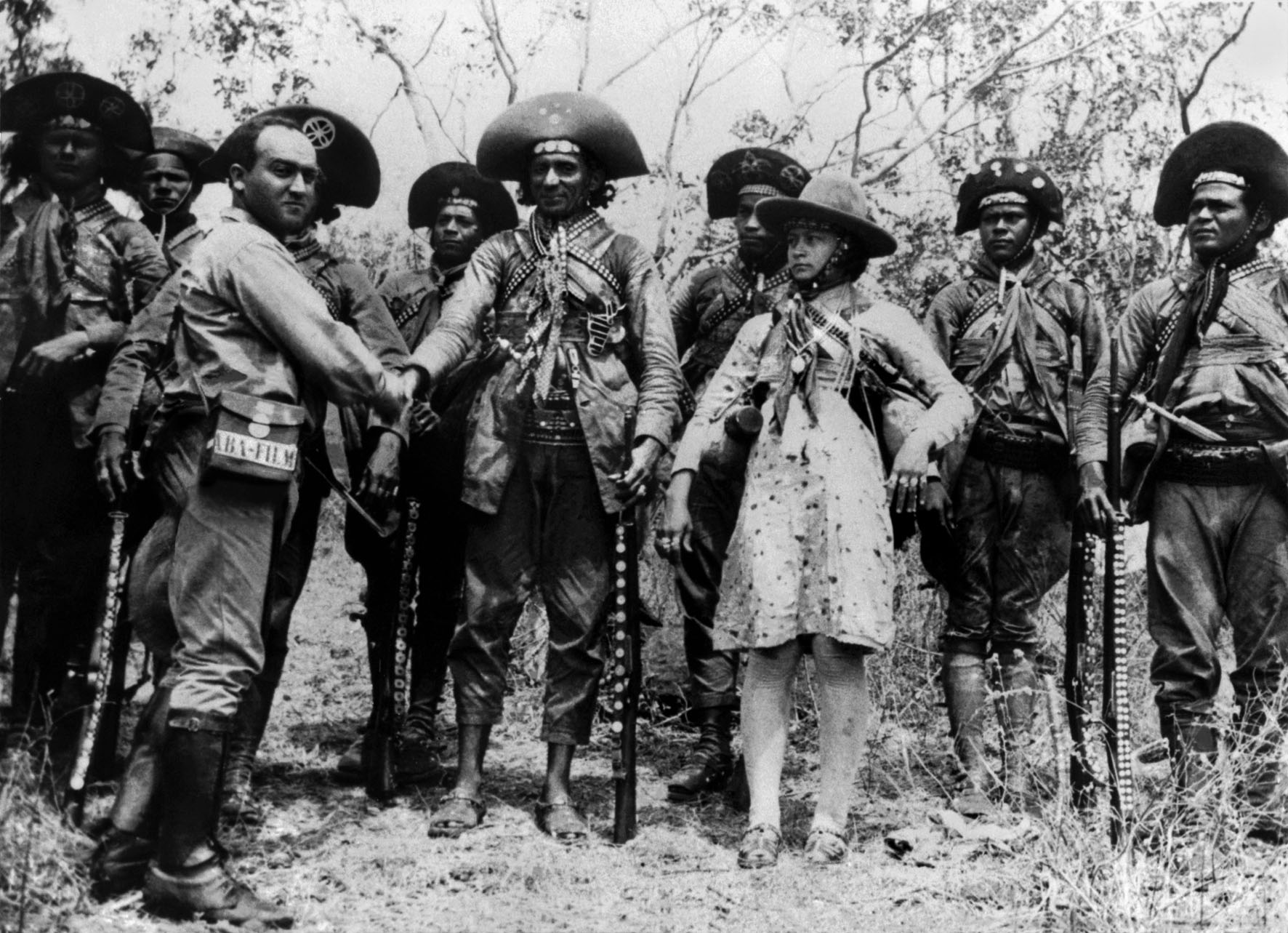
Encontro do fotógrafo Benjamin Abrahão Botto com Lampião e seu bando

Em 1930 se junta afetivamente a Maria Bonita na Bahia. No mesmo ano, Lampião aparece no jornal The New York Times. Em 1936, seu cotidiano na caatinga é fotografado e filmado por Benjamin Abrahão Botto.
Durante quase 20 anos, Lampião viajou com seu bando de cangaceiros, todos a cavalo e em trajes de couro, chapéus, sandálias, casacos, cintos de munição e calças para protegê-los dos arbustos com espinhos típicos da vegetação caatinga. Para proteger o "capitão" (como Lampião era chamado) e realizar ataques a fazendas e municípios, todos usavam sempre um poder bélico potente. Como não existiam contrabandos de armas para se adquirir[carece de fontes?], as mesmas eram, em sua maioria, roubadas da polícia e de unidades paramilitares. A espingarda Mauser e uma grande variedade de pistolas semiautomáticas e revólveres também eram adquiridos durante confrontos. A arma mais utilizada era o rifle Winchester. O bando chamava os integrantes das volantes de "macacos" — uma alusão ao modo como os soldados fugiam quando avistavam o grupo de Lampião: "pulando".

Lampião e seu bando atacaram fazendas e cidades em sete estados além de praticar roubo de gado, saques, sequestros, assassinatos, torturas, mutilações e estupros[carece de fontes?]. Sua passagem causava terror e indignação nos moradores, o que tornou-se um tópico constante na imprensa local: 
Não é uma vergonha o que se está passando ou melhor dizendo continua a ocorrer em o nordeste brasileiro? E os poderes públicos, que garantia offerecem ao sertanejo infeliz e batido por todas as calamidades? Até os magistrados já não escapam às sortidas de Lampeão. (…)
Eis porque o sertanejo tem sempre nos lábios uma expressão de descrença quando se lhe promette a applicação de providencias no sentido de desinfestar o sertão das hordas de cangaceiros horríveis que tornam a região a mais infeliz do mundo.
Apesar disso, Lampião e seu bando eram frequentemente protegidos por coiteiros, conhecidos como fazendeiros, pequenos sitiantes ou mesmo autoridades locais que ofereciam abrigo e alimentos aos bandos por um curto espaço de tempo nos limites de suas terras, facilitando o deslocamento dos cangaceiros pelo Nordeste e sua fuga das forças volantes do Estado.

## Morte

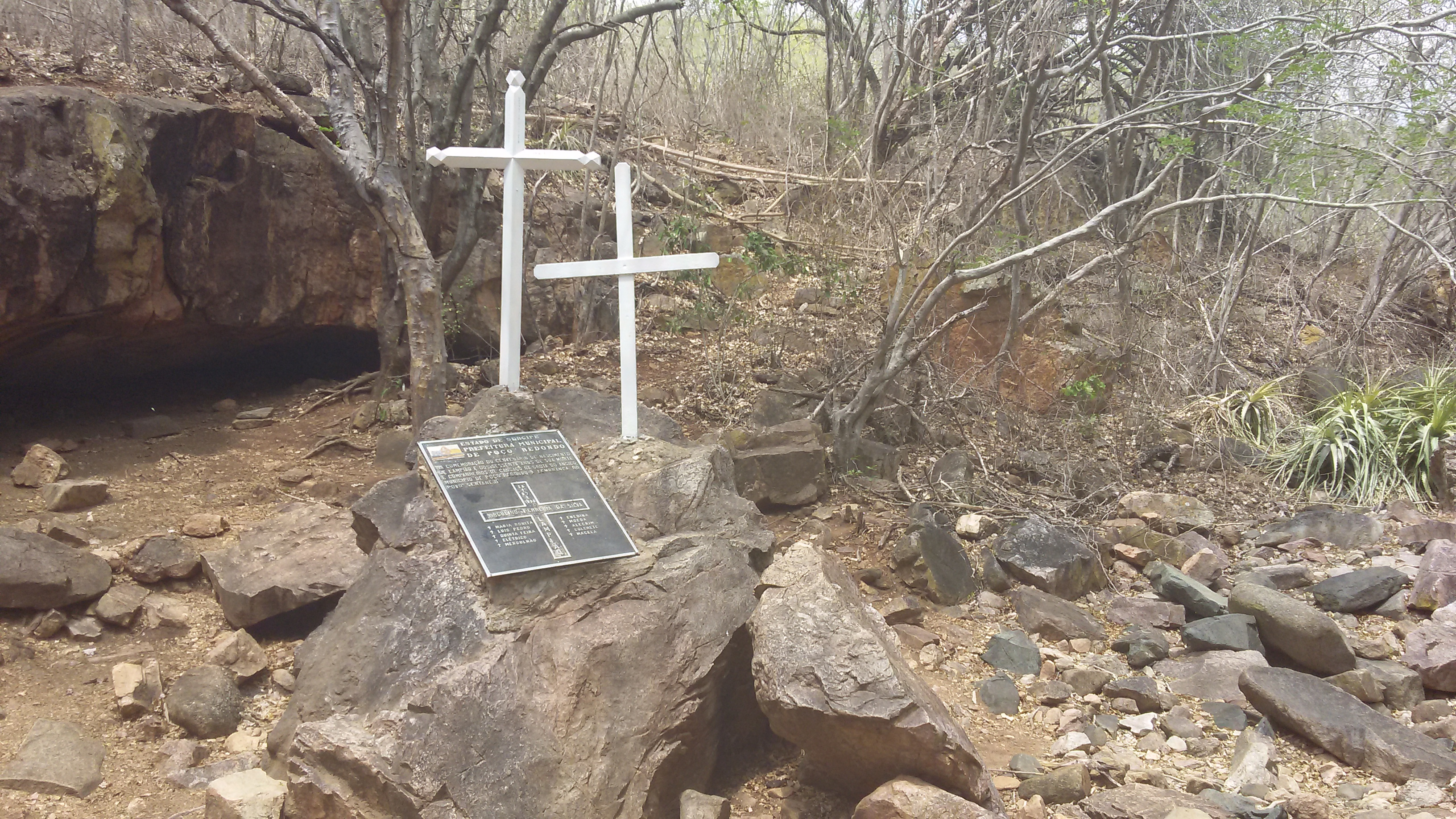
Cruzes marcando o local da morte de Lampião e seu bando, em Poço Redondo, Sergipe

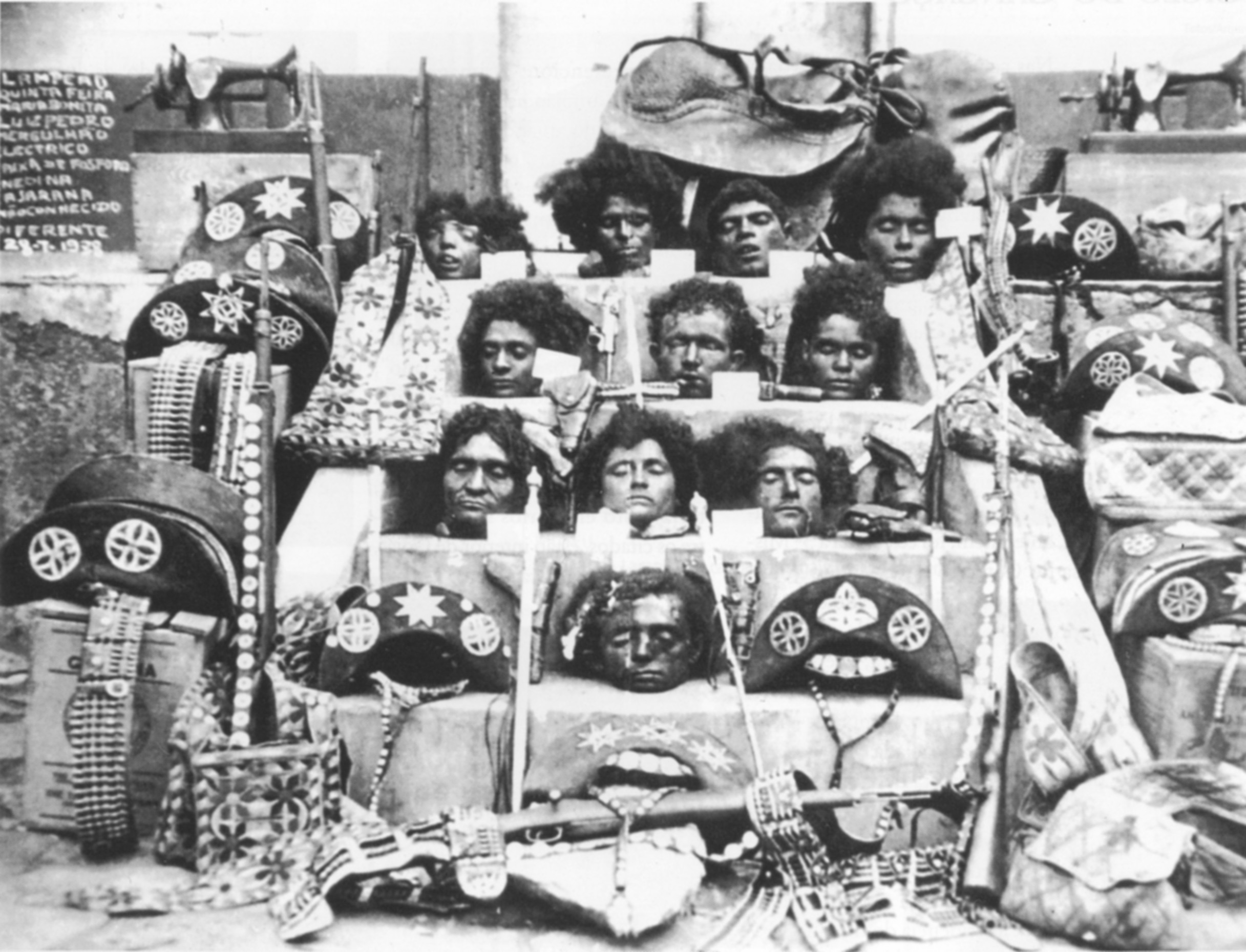
As cabeças dos cangaceiros incluindo Lampião (no primeiro degrau) e Maria Bonita (ao centro, no segundo degrau) na cidade de Piranhas em Alagoas

No dia 27 de julho de 1938, o bando se acampou na Fazenda Angicos, situada no sertão de Sergipe, esconderijo tido por Lampião como o de maior segurança. Era noite, chovia muito e todos dormiam em suas barracas. A volante chegou tão silenciosamente que nem os cães perceberam. Por volta das cinco horas da manhã do dia 28, os cangaceiros levantaram para rezar o ofício e se preparavam para tomar café; quando um cangaceiro deu o alarme, já era tarde demais.
Não se sabe ao certo quem os traiu. Entretanto, naquele lugar mais seguro, o bando foi pego totalmente desprevenido. Quando os policiais do Tenente João Bezerra da Silva e do Sargento Aniceto Rodrigues da Silva abriram fogo com metralhadoras portáteis, os cangaceiros não puderam empreender qualquer tentativa viável de defesa.
O ataque durou cerca de vinte minutos e poucos conseguiram escapar ao cerco e à morte. Dos trinta e quatro cangaceiros presentes, onze morreram ali mesmo. Lampião foi um dos primeiros a morrer. Logo em seguida, Maria Bonita foi gravemente ferida. Alguns cangaceiros, transtornados pela morte inesperada do seu líder, conseguiram escapar. Bastante eufóricos com a vitória, os policiais apreenderam os bens e mutilaram os mortos. Apreenderam todo o dinheiro, o ouro e as joias.

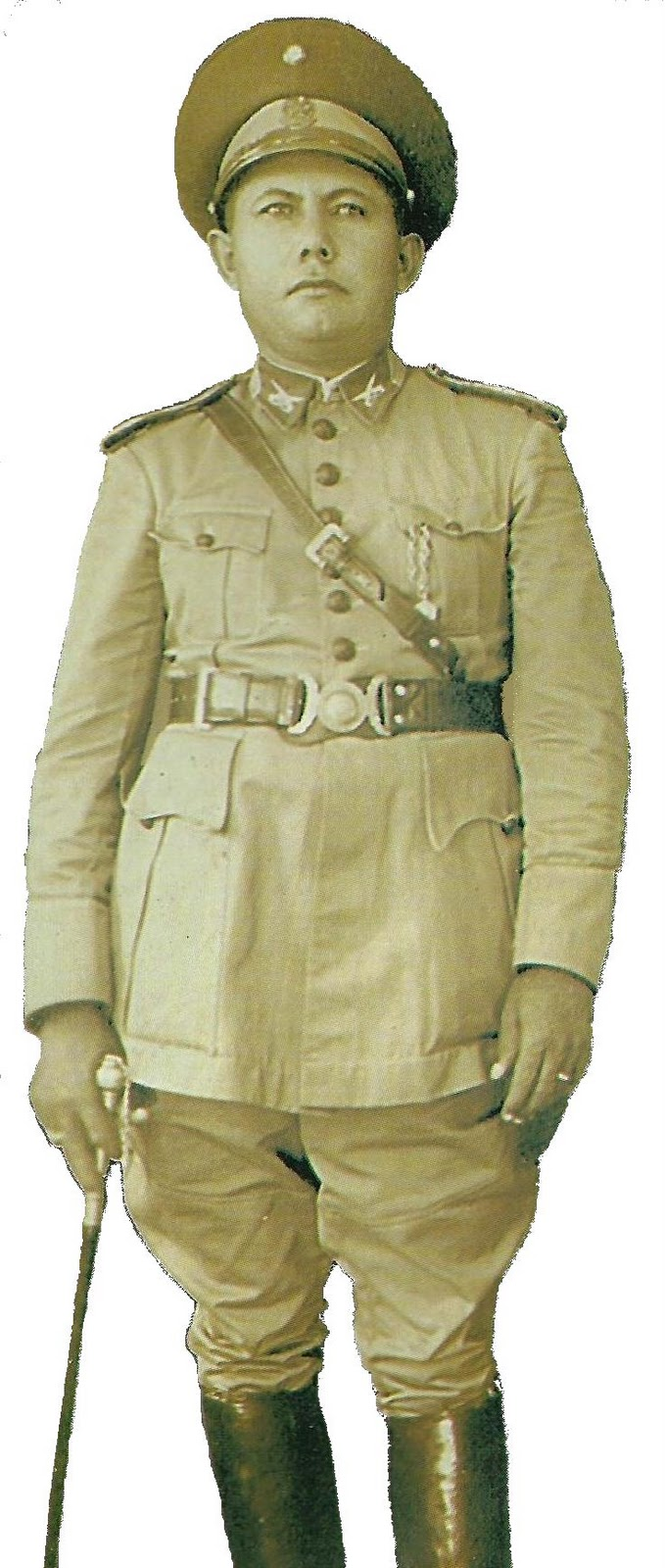
João Bezerra da Silva, comandante da operação que matou Lampião em 28 de julho de 1938

A força militar comandada pelo então Tenente João Bezerra da Silva conhecida como à época volante e posteriormente renomeada como a atual PMAL, de maneira bastante desumana para os dias de hoje, mas seguindo o costume da época, decepou a cabeça de Lampião. Maria Bonita ainda estava viva, apesar de bastante ferida, quando foi degolada. O mesmo ocorreu com Quinta-Feira, Mergulhão (os dois também tiveram suas cabeças arrancadas em vida), Luís Pedro, Elétrico, Enedina, Moeda, Alecrim, Colchete (2) e Macela. Um dos policiais, demonstrando ódio a Lampião, desfere um golpe de coronha de fuzil na sua cabeça, deformando-a. Este detalhe contribuiu para difundir a lenda de que Lampião não havia sido morto e escapara da emboscada, tal foi a modificação causada na fisionomia do cangaceiro. "Feito isso, salgaram os seus troféus de vitória e colocaram em latas de querosene, contendo aguardente e cal." Os corpos mutilados e ensanguentados foram deixados a céu aberto, atraindo urubus. Para evitar a disseminação de doenças, dias depois foi colocada creolina sobre os corpos. Como alguns urubus morreram intoxicados pela creolina, este fato ajudou a difundir a crença de que eles haviam sido envenenados antes do ataque, com alimentos entregues pelo coiteiro traidor.

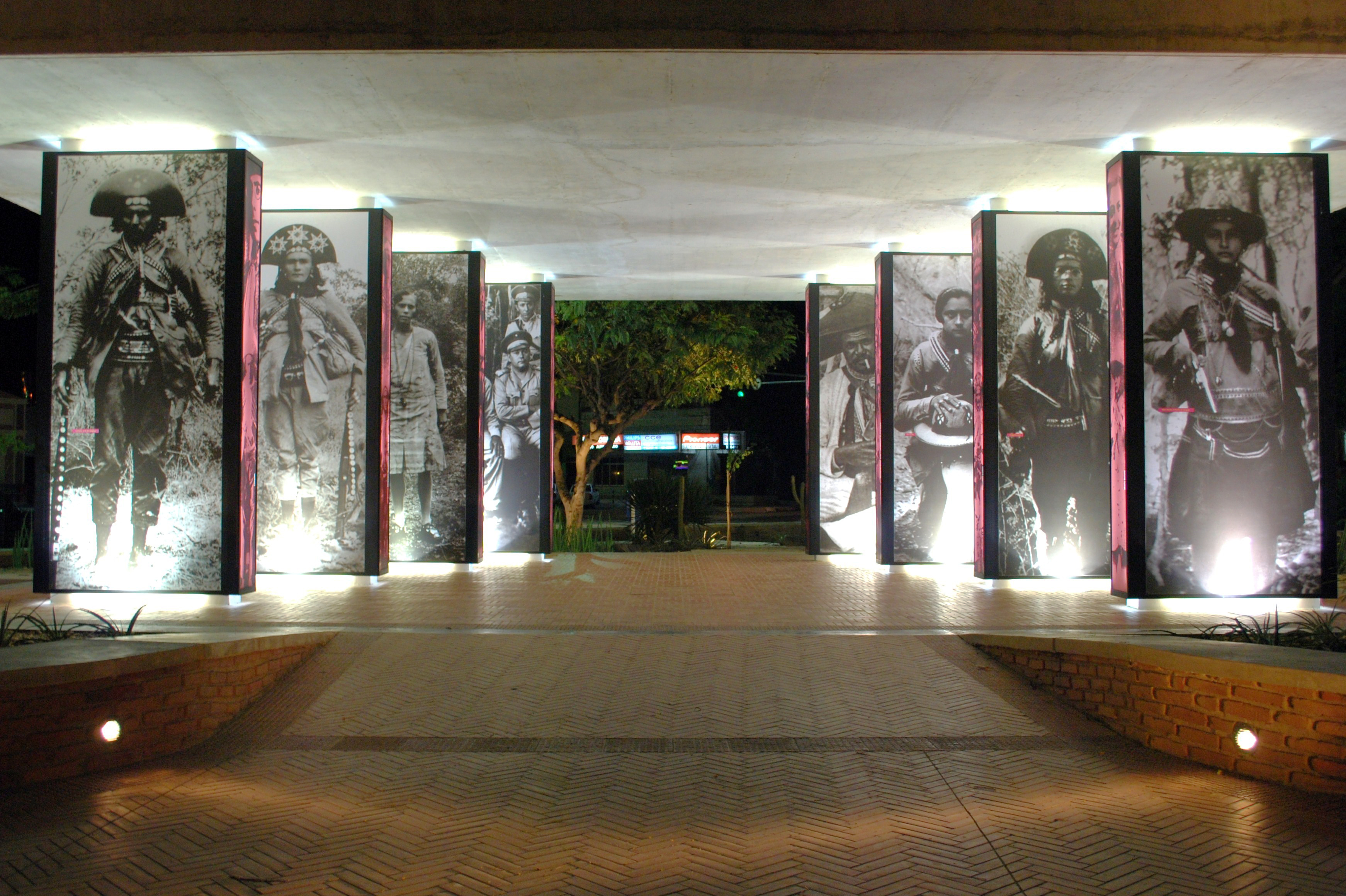
O Memorial da Resistência localizado em Mossoró no Rio Grande do Norte é um museu que retrata a história da luta da cidade nordestina ao resistir à invasão do bando de Lampião

### Destino do cadáver
Percorrendo os estados nordestinos, o Coronel João Bezerra da Silva exibia as cabeças — já em adiantado estado de decomposição — por onde passava, atraindo uma multidão de pessoas. Primeiro, os troféus estiveram em Piranhas, onde foram arrumados cuidadosamente na escadaria da Prefeitura, junto com armas e apetrechos dos cangaceiros, e fotografados. Depois, foram levados a Maceió e ao sudeste do Brasil.
No IML de Aracaju, as cabeças foram observadas pelo médico Dr. Carlos Menezes. Depois de medidas, pesadas e examinadas, os criminalistas mudaram a teoria de que um homem bom não viraria um cangaceiro, e que este deveria ter características sui generis. Ao contrário do que pensavam, as cabeças não apresentaram qualquer sinal de degenerescência física, anomalias ou displasias, tendo sido classificadas como pura e simplesmente, normais.
Do sudeste do País, apesar do péssimo estado de conservação, as cabeças seguiram para Salvador, onde permaneceram por seis anos na Faculdade de Odontologia da UFBA. Lá, tornaram a ser medidas, pesadas e estudadas, na tentativa de se descobrir alguma patologia. Posteriormente, os restos mortais ficaram expostos no Museu Antropológico Estácio de Lima localizado no prédio do Instituto Médico Legal Nina Rodrigues, em Salvador, por mais de três décadas.
Durante muito tempo, as famílias de Lampião, Corisco e Maria Bonita lutaram para dar um enterro digno a seus parentes. O economista Sílvio Bulhões, filho de Corisco e Dadá, em especial, empreendeu muitos esforços para dar um sepultamento aos restos mortais dos cangaceiros e parar, de uma vez por todas, a macabra exibição pública. Segundo o depoimento do economista, dez dias após o enterro de seu pai, a sepultura foi violada, o corpo foi exumado, e sua cabeça e braço esquerdo foram cortados e colocados em exposição no Museu Nina Rodrigues.
O enterro dos restos mortais dos cangaceiros só ocorreu depois do Projeto de Lei nº 2.867, de 24 de maio de 1965. Tal projeto teve origem nos meios universitários de Brasília (em particular, nas conferências do poeta Euclides Formiga), e as pressões do povo brasileiro e do Clero o reforçaram. As cabeças de Lampião e Maria Bonita foram sepultadas no dia 6 de fevereiro de 1969. Os demais integrantes do bando tiveram seu enterro uma semana depois.

## Vida pessoal
Sua companheira, Maria Gomes de Oliveira', conhecida como Maria Bonita conforme apelidada pela imprensa, juntou-se ao bando em 1930, sendo a primeira das mulheres a integrá-lo.
Lampião e Maria Bonita tiveram uma filha, Expedita Ferreira Nunes, nascida em 13 de setembro de 1932. O casal teria tido ainda dois natimortos.

### Religião
Era devoto de Padre Cícero e respeitava as suas crenças e conselhos. Os dois se encontraram uma única vez, no ano de 1926, em Juazeiro do Norte. Na ocasião, o padre sugeriu que Lampião largasse o cangaço, este, porém, recusou.[carece de fontes?]

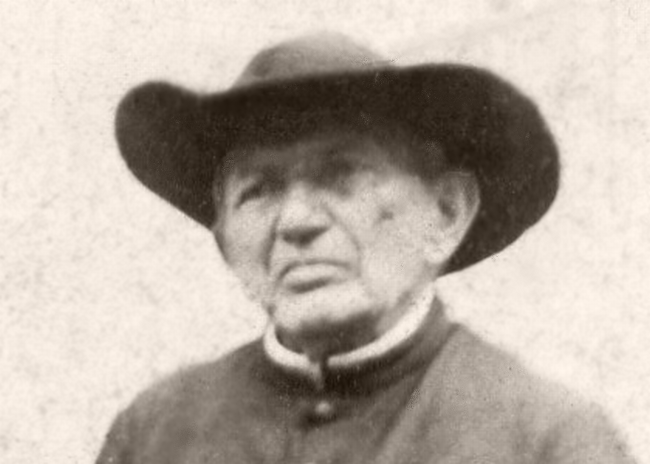
Padre Cícero, célebre figura política e religiosa do Nordeste Brasileiro

## Cronologia
- 15 de julho de 1895 — Nasce Antônio Ferreira da Silva, que se tornaria o cangaceiro Antônio Ferreira. Seus pais eram Maria Lopes de Oliveira, conhecida como dona "Maria Jacosa", e Venâncio Nogueira, seu patrão.
- Venâncio Nogueira doa a ele o sítio Passagem das Pedras, no riacho São Domingos, em Serra Talhada, Pernambuco.
- José Ferreira da Silva, conhecido como "Zé Ferreira" e natural da fazenda Carro Quebrado, em Triunfo - PE, casa-se com "Maria Jacosa" e assume a paternidade da criança.

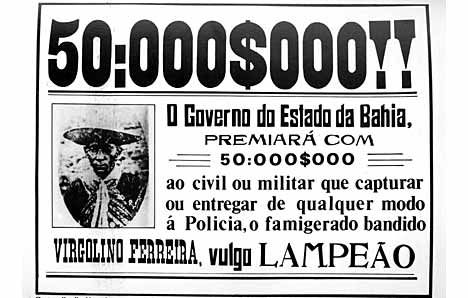
Cartaz distribuído pelo governo baiano, em 1930, oferecendo a recompensa de 50 contos de réis pela captura de Lampião

- 7 de novembro de 1896 — Nasce Levino Ferreira da Silva, o cangaceiro Vassoura, primeiro filho biológico de Zé Ferreira com Maria Jacosa.
- entre 1897 e 1900 — Nasce Virgulino Ferreira da Silva, vulgo Lampião, no sítio Passagem das Pedras, na então Vila Bela (atual Serra Talhada), Pernambuco.
- 8 de março de 1911 — Nasce Maria Gomes de Oliveira, vulgo Maria Bonita, na fazenda Malhada Caiçara, em Paulo Afonso, na Bahia. Seus pais eram José Felipe e Maria Joaquina da Conceição, conhecida como Maria Dea. Alguns estudiosos do cangaço revelam que não há certeza sobre a data de nascimento de Maria Bonita, e também que ela não seria filha de José Felipe, mas de um senhor chamado Agripino, ex-namorado de Maria Dea. Segundo o pesquisador Valdir de Moura Ribeiro, o nascimento de Maria Bonita foi em 10 de janeiro de 1910.
- 1916 — Zé Caboclo é preso pelo inspetor Manoel Lopes sob a acusação de roubo de bodes. Os irmãos Ferreira (Antônio, Levino e Virgulino) também são acusados do crime por Domingos Rodrigues, pagando a ele uma indenização financeira.
- Após este incidente, foram encontrados dois chocalhos pertencentes a Zé Saturnino nas vacas dos Ferreiras. Zé Saturnino então pega três chocalhos dos Ferreiras e coloca em vacas suas.
- O jovem Virgulino pega um burro pertencente a Zé Saturnino, que acusa os Ferreiras de ladrões. Virgulino Ferreira, ofendido, manda ele ir buscar o burro em sua casa, e então mata nove reses de Zé Saturnino.
- Saturnino foi falar com Zé Ferreira, arbitrariamente proibindo seus filhos de cuidar do rebanho em campo. Esta ordem de Saturnino não foi acatada pelos irmãos Ferreira, e eles foram emboscados por Saturnino na fazenda Pedreira, em Lagoa da Água Branca. Nesta ocasião Antônio Ferreira, o irmão mais velho de Virgulino, foi ferido.
- Zé Ferreira foi então até Serra Talhada (PE) pedir ajuda ao Coronel Antônio Timóteo de Lima, latifundiário pertencente à mesma corrente política da família Nogueira (Venâncio Nogueira era o pai biológico de Antônio Ferreira). No entanto, nenhuma providência foi tomada.
- Quelé do Cipó, parente de Zé Saturnino tentou apaziguar a questão, propondo reconciliação entre Saturnino e os Ferreira, mas Zé Saturnino não quis saber de qualquer tentativa de acordo.
- 5 de agosto de 1917 — É fundado o povoado de Nazaré do Pico, distrito de Floresta - PE.
- 1917 — Na tentativa de evitar mais conflitos, Zé Ferreira, homem calmo e sensato, vende suas terras e vai morar na fazenda Poço do Negro, próximo ao povoado de Nazaré do Pico, em Floresta, Pernambuco.
- 10 de fevereiro de 1918 — Zé Saturnino vai buscar um dinheiro em Nazaré do Pico, quebrando um acordo de não ir à cidade onde a família Ferreira morava. Ele então é emboscado por Virgulino e seu primo Domingos Paulo. No dia seguinte Zé Saturnino, acompanhado por 15 homens, cerca a fazenda Poço do Negro, residência dos Ferreira. No conflito, um dos homens de Saturnino é baleado, o cabra Zé Guedes.
- 1919 — Nazaré do Pico é invadida por Jacinto Alves de Carvalho. Virgulino, agora chamado de Lampião, defende o povoado.
- José Alves Nogueira, tio de Zé Saturnino, é emboscado por Virgulino Lampião. João Flor, padrinho de Virgulino, vai até o local do embate, pensando que era Jacinto novamente atacando o povoado. Contudo, ele descobre que o ato fora cometido por seu próprio afilhado, iniciando um atrito entre ele e os Ferreira.
- Levino Ferreira da Silva dá um tiro no canto da rua e Odilon Flor, filho de João Flor, revida, quase atingindo Lampião na cabeça. Começa o tiroteio e Levino é ferido e vai até a casa de Chico Euzébio, onde é preso e levado para Floresta. Levino é solto e os Ferreiras vão embora para Água Branca, em Alagoas.
- 1920 — Lampião junta-se ao cangaceiro Antônio Matilde e ataca por diversas vezes a fazenda Pedreira, pertencente a Zé Saturnino. Dos cabras que acompanhavam Lampião, podemos destacar os cangaceiros Antônio Ferreira, Levino Ferreira (Vassoura), Antônio Rosa, Baião, Manoel Tubiba, Cajazeira, Baliza, Zé Benedito, Olímpio Benedito e Manoel Benedito.
- Ze Saturnino vendo prejuízos a seu gado e à sua fazenda, procurou seu tio, o famoso cangaceiro Cassimiro Honório, que trouxe vários cabras para defesa da fazenda do sobrinho. Lá, alguns combates com o bando de Lampião foram travados. Entres os cabras de Ze Saturnino podemos citar Nego Tibúrcio, Zé Guedes, Zé Caboclo, Vicente Moreira, Batoque e o famoso Marcula.
- Maio de 1920 — Em Alagoas, Zé Ferreira manda o filho João Ferreira comprar remédio para um sobrinho doente. O delegado Amarílio prende João Ferreira, como isca para tentar prender seus irmãos foragidos.
- Maria Jacosa, mãe de Lampião, fica preocupada e resolve ir embora da região. Ela adoece e morre na fazenda Engenho de Luiz Fragoso. Dezoito dias após sua morte, Zé Ferreira, pai de Lampião, Antônio e Vassoura, é morto pelo coronel José Lucena de Albuquerque Maranhão e os irmãos Ferreira resolvem entrar de vez na vida do cangaço.
- 1921- Os Ferreira entram no grupo dos Purcinos e matam o viajante Arthur Pinto. O tenente Zé Lucena vai até Poço Branco (AL), onde trava tiroteio com o grupo dos Purcinos. O cangaceiro Gafanhaque é morto. Nesse ano os Ferreiras e os Purcinos matam ainda 6 irmãos da família Quirino, de Júlio Batista.
- Junho de 1921 — Os Ferreiras entram no grupo de Sebastião Pereira e Silva, vulgo Sinhô Pereira, cangaceiro famoso de Serra Talhada - PE.
- 8 de agosto de 1921 — Combate na centenária fazenda Carnaúba, em Serra Talhada (PE), entre Sinhô Pereira e capitão Zé Caetano sendo morto o cangaceiro Luiz Macário, e vitória da força volante.
- Setembro de 1921 — Combate na fazenda Feijão entre Sinhô Pereira e tenente João Marques de Sá. Vitória dos cangaceiros sem morte nenhuma.
- Outubro de 1921 — O bando de Sinhô Pereira e Lampião vai para o Ceará, onde travam combate na fazenda Mandaçaia, não sofrendo nenhuma baixa em ambas as partes. Quatro dias depois travam combate na vila de Coité morrendo um soldado e saindo dois bandidos feridos. Depois houve outro combate onde foi morto o cangaceiro Pitombeira e saíram feridos o cangaceiro Lavandeira e dois soldados.
- 23 de junho de 1922 — Lampião assalta a fazenda da Baronesa de Água Branca, na cidade de Água Branca (AL), roubando aí grande quantia em dinheiro, sendo pela primeira vez comandante de um grupo próprio.[34]
- 18 de julho de 1922 — Combate em Poço da Areia (AL) contra a força de 120 soldados do tenente Medeiros, além de parte da família Quirino. Baixas após assalto: O sargento Agapito e dois soldados, contra 20 cangaceiros de Lampião. Neste combate saiu gravemente ferido o cangaceiro Fiapo I, sendo morto por Lampião depois.
- Agosto de 1922 — Devido aos pedidos da família, o cangaceiro Sinhô Pereira vai embora da fazenda Preá, no Ceará, com destino a Goiás, para juntar-se ao primo e ex-cangaceiro Luiz Padre.
- 20 de outubro de 1922 — Invasão de São José do Belmonte (PE) onde é morto o rico comerciante e chefe político, coronel Luiz Gonzaga Lopes Ferraz. Lampião não tinha nenhuma inimizade com o coronel mas atacou a cidade e matou o comerciante a pedido de Yoyô Maroto, parente de Sinhô Pereira e inimigo político de Gonzaga. Depois disso a viúva vai embora do estado.
- 31 de julho de 1923 — De surpresa, Lampião entra em Nazaré do Pico e vai ao casamento de sua prima e ex-amor de infância Maria Licor Ferreira com Enoque Menezes com o intuito de acabar o casamento sendo repelido pelo padre Kerlhe que pede para ir embora e deixar o casamento acontecer. Ele decide ir embora, mas deixa a ordem para ninguém no povoado dançar.
- 1 de agosto de 1923 — Combate na praça de Nazaré entre Lampião e a força do sargento Sinhorzinho Alencar com a ajuda dos civis nazarenos João Flor, Euclides Flor, Manoel Flor, Davi Gomes Jurubeba, Pedro Gomes de Lira e Zé Saturnino e mais seis homens. Lampião vai embora. Depois desse ocorrido João Flor consegue alistar sua família na Força Volante de Combate ao Banditismo de Pernambuco por influência dos irmãos Pessoa de Queiroz. Tem início a Força de Nazaré, a mais ferrenha perseguidora de Lampião.
- 12 de agosto de 1923 — Combate na fazenda Enforcado, na Serra do Pico, em Floresta (PE) entre o grupo de Lampião e os nazarenos. Saíram feridos o bandido Miguel Piloto e os nazarenos Pedro Gomes de Lira, Olímpio Jurubeba e Adão Thomaz Nogueira.
- 5 de janeiro de 1924 — Lampião invade a cidade de Santa Cruz da Baixa Verde - PE em busca de matar o seu ex-amigo Clementino Quelé. Nesse combate Lampião incendiou 3 casas e foi repelido pela força policial comandada pelo tenente Pedro Malta. Nesse combate morreram Pedro Quelé e Alexandre Cruz, ficando ferido Deposiano Alves Feitosa.
- 11 de janeiro de 1924 — Lampião ataca novamente Santa Cruz da Baixa Verde - PE. Foi repelido por Clementino Quelé, que depois entrou na polícia.
- Janeiro de 1924 — Lampião ataca o povoado de Tupanaci, em Mirandiba - PE onde na ocasião encontrava-se um pequeno grupo de cangaceiros comandados por Tibúrcio Severino dos Santos, vulgo Nego Tibúrcio, ex-cabra de Zé Saturnino e odiado por Lampião. Lampião então entra em combate e mata Tibúrcio e seus cabras, partindo o cangaceiro em vários pedaços e jogando o corpo no meio da rua.
- Março de 1924 — Combate de Lampião na Serra do Catolé, em São José do Belmonte - PE. Lampião é gravemente ferido no pé, sendo cuidado pelo Dr. José Cordeiro e pelo Dr. Severino Diniz, da cidade de Triunfo - PE. A pedido do padre Kerlhe, pensou em se entregar para a polícia, mas depois voltou atrás e continuou no cangaço.
- 27 de julho de 1924 — Lampião manda um subgrupo com 84 cangaceiros, tendo o comando dos cangaceiros Antônio Ferreira, Levino Ferreira, Sabino Gomes, Paizinho, Meia-Noite e o fazendeiro Chico Pereira atacar e saquear a cidade de Sousa - PB. Tudo na cidade virou alvo de saque, os cangaceiros roubaram o comércio, residências, tendo a cidade um prejuízo incalculável. O principal alvo era o coronel Otávio Mariz, desafeto de Chico Pereira, que fugiu. O juiz Dr. Archimedes Soutto Mayor foi humilhado em praça pública pelo bando. O destacamento local era comandado pelo tenente Salgado, que nada pôde fazer. Depois desse ataque, o coronel Zé Pereira, de Princesa Isabel - PB, nunca mais deu proteção ao cangaceiro.
- 14 de novembro de 1924 — Lampião ateia fogo na casa da fazenda Lagoa do Mato, de Pedro Thomaz Nogueira, sendo perseguido pelos nazarenos Manoel Jurubeba, Manoel Flor, Inocêncio Nogueira e Levino Caboclo até chegar na fazenda Baixas de Antônio Feitosa, em Floresta - PE. Lá houve novo combate entre Lampião, com quinze a 20 bandidos, contra os nazarenos Euclides Flor, Olímpio Jurubeba, Elói Jurubeba, Pedro Lira, Abel Thomaz, Manoel Thomaz e Davi Jurubeba, que saiu ferido no tornozelo. Foram mortos o bandido Manoel de Margarida e os nazarenos Olímpio Jurubeba e Inocêncio Nogueira.
- 11 de fevereiro de 1925 — Lampião entra pacificamente na cidade de Custódia - PE.
- 20 de fevereiro de 1925 — Lampião tenta entrar pacificamente na vila de Espírito Santo, município de Tabira - PE nos dias de hoje, para visitar seu primo Herculano Ferreira, porém é surpreendido por um ataque da Família Gomes dos Santos, importante família do pajeú daquela época com vários fazendeiros em Serra Talhada, Floresta e na Vila de Espírito Santo Tabira. O ataque foi comandado pelo Tenente Anselmo Saraiva de Moura, vindo de Serra Talhada, que havia comprado uma grande fazenda no Sitio Cajá, tendo trazido a sua família para morar e defender aquela vila.
- 4 de julho de 1925 — Lampião ataca a fazenda Melancia, em Flores - PE. O proprietário Zé Calu é violentado pelo grupo. Em seu socorro vieram os sargentos Imbrain e Zé Guedes, que com trinta soldados vão atrás do grupo, que se aloja na fazenda Barra do Juá, onde são mortos dois cangaceiros. Dali, os cangaceiros vão para o sitio Tenório, em Flores, Pernambuco, onde o soldado Berlamino Morais em pleno combate viu um vulto de cangaceiro em cima de uma pedra gritando e atirando. Belarmino então atira e mata. Era o cangaceiro Levino Ferreira da Silva, irmão de Lampião. No outro dia, ao saber disso, o capitão Zé Caetano e o cabo Pedro Monteiro vão até a fazenda Tenório e encontram os 3 corpos sem as cabeças, prática esta utilizada pelos cangaceiros para dificultar o reconhecimento pela polícia.
- 14 de novembro de 1925 — Combate na fazenda Xique-Xique, em Serra Talhada - PE entre Lampião e a força volante composta de Euclides Flor, Manoel Flor, João Jurubeba, Aurelino Francisco, Hercílio Nogueira, Ildefonso Flor e o rastejador Batoque. Neste combate é morto o soldado Ildefonso Flor. Dois cangaceiros são capturados, Mão Foveira e Cancão.
- 4 de fevereiro de 1926 — Combate na fazenda Caraíbas, em Floresta - PE entre Lampião com sessenta cangaceiros e a força volante do tenente Optato Gueiros com 35 soldados. O tenente Higino Belarmino, o cabo Manoel de Souza Neto e o rastejador Batoque saíram feridos. Foram mortos os soldados Aristides Panta, Benedito Bezerra de Vasconcelos e Antônio Benedito Mendes e também 6 cangaceiros de Lampião.
- 18 de fevereiro de 1926 — Ataque de Lampião a Nazaré do Pico com cinquenta cangaceiros. No povoado estavam apenas Lúcio Nogueira, Abel Thomaz, Aureliano Nogueira, Manoel Jurubeba, Gomes Jurubeba e João Jurubeba. Depois chegou Odilon Flor com Euclides Flor, Vicente Grande, Manoel Lira, Antônio Capistrano e Quinca Chico. Lampião recuou que com raiva tocou fogo nas fazendas de Euclides, João Flor, Afonso Nogueira e Praxedes Capistrano.
- 20 de fevereiro de 1926 — A Coluna Prestes passa próximo ao povoado de Nazaré com seiscentos homens sendo perseguida pela força legalista comandada pelo major Otacílio Fernandes a qual, ao entrar no povoado, trocou tiros por engano com os habitantes.
- 23 de fevereiro de 1926 — Lampião ataca a fazenda Serra Vermelha, em Serra Talhada - PE e Antônio Ferreira mata Zé Alves Nogueira, tio de seu inimigo Zé Saturnino. Zé Nogueira havia sido sequestrado pela Coluna Prestes na passagem da mesma pela região e tinha acabado de chegar em casa cansado da violência sofrida pelos revoltosos . Sua morte gerou grande ódio na família Nogueira.
- 12 de março de 1926 — Lampião recebe a patente de capitão do Exército Patriótico de Padre Cícero em Juazeiro do Norte - CE. Lampião tinha bastante respeito e devoção ao padre e sua chegada na cidade foi com festa, sendo até entrevistado. Foi a última vez em que reuniu toda a família para tirar uma foto. Recebeu muita munição e ordens para combater a Coluna Prestes.
- 20 de abril de 1926 — Lampião ataca o povoado de Algodões, que se encontrava com os soldados doentes de malária.
- 3 de julho de 1926 — Lampião ataca as cidades de Cabrobó - PE, Ouricuri - PE e Parnamirim - PE.
- 7 de julho de 1926 — Lampião manda o cangaceiro Sabino Gomes atacar a cidade de Triunfo - PE, saqueando o comércio local. Houve troca de tiros com a polícia, saindo mortos 2 soldados e o comandante da polícia local.
- 1 de agosto de 1926 — Lampião, com oitenta cangaceiros, ataca a fazenda Serra Vermelha, em Serra Talhada - PE. A família Nogueira, composta do major João Alves Nogueira, do seu filho Neneco e dos seus netos Luiz, Dãozinho, Raimundo e Gentil Nogueira, combate, saindo mortos o cabra Zé Paixão e Antônia, ambos moradores de João Nogueira, este tio-sogro de Zé Saturnino.
- 26 de agosto de 1926 — O cangaceiro Horácio Novaes pede a Lampião para atacar a família Gilo, na fazenda Tapera, em Floresta - PE, por conta de uma mentira que Horácio contou a Lampião sobre o patriarca da família. Lampião então mata 12 pessoas da família e na hora de mostrar uma carta ao patriarca o mesmo responde que não sabe ler e escrever sendo morto na mesma hora por Horácio Novaes. Lampião percebe a mentira de Horácio e ele sai do grupo indo embora para o sul do país.

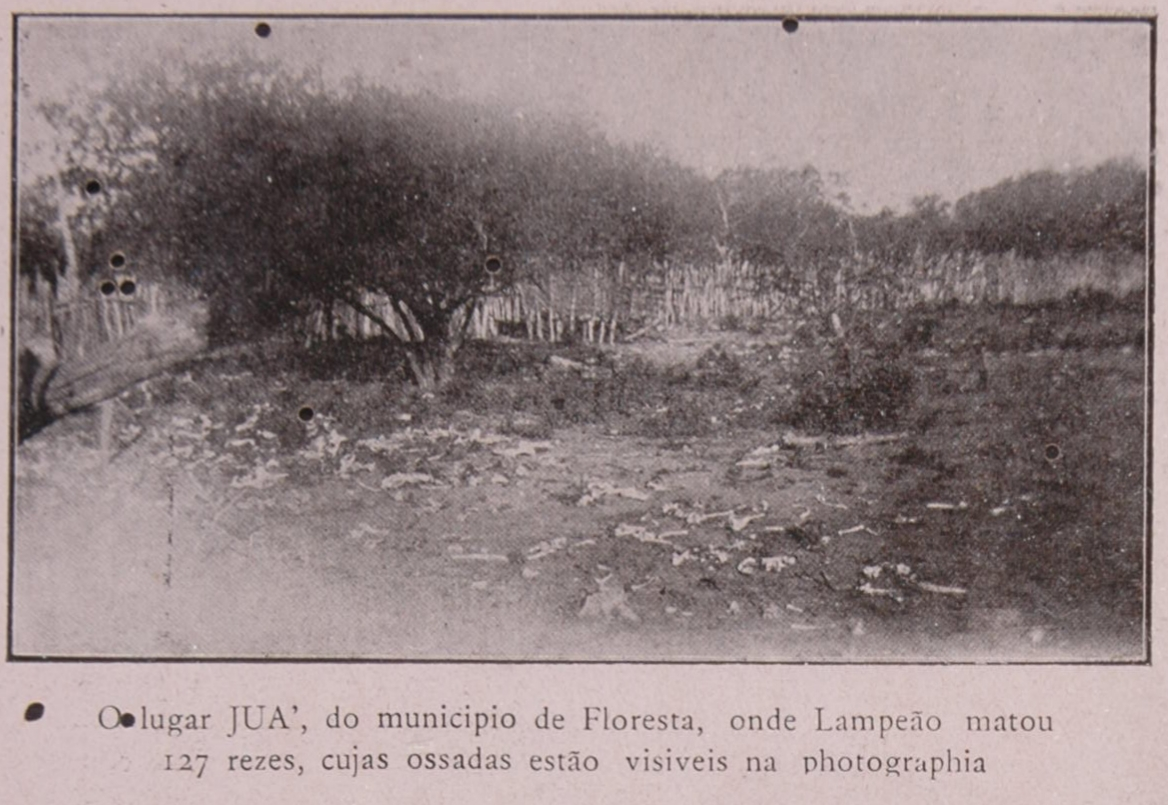
"O JUA', do municipio de Floresta, onde Lampeão matou 127 rezes, cujas ossadas estão visiveis na photographia". Informação presente na Revista da Cidade de 1928, onde mostra os restos mortais das vítimas da chacina protagonizada por Lampião em uma fazenda em Floresta, à dois anos antes

- 2 de setembro de 1926 — Lampião ataca novamente a cidade de Cabrobó - PE.
- 6 de setembro de 1926 — Lampião ataca a Fazenda Saco do Martinho, de propriedade do Tenente Coronel Martinho da Costa Agra Parnamirim - PE, morrendo 2 soldados.
- 16 de setembro de 1926 — Combate na fazenda Tigre, em Itacuruba - PE entre Lampião e o cabo Francisco Liberato. Lampião foi ferido na omoplata e o cangaceiro Moreno no pé. Lampião foi para a Serra da Cunha, em Tacaratu - PE tratar do ferimento. Lá ficou escondido sobre a proteção do rico fazendeiro Ângelo Gomes de Lima, o Anjo da Gia.
- 11 de novembro de 1926 — Combate na fazenda Favela, em Floresta - PE entre Lampião e a força volante comandada pelo cabo Manoel de Souza Neto e o sargento Zé Saturnino. A força recuou, morrendo 5 soldados, sendo um deles João Gregório Ferraz Neto, da família nazarena. Do lado dos cangaceiros morreram cinco bandidos. Após o combate o capitão Muniz de Farias chegou à fazenda e mandou tocar fogo em tudo por ter raiva do dono da fazenda.
- 25 de novembro de 1926 — Lampião sequestra o viajante Mineiro Dias e vai até a Serra Grande, em Serra Talhada - PE. Nessa serra acontece o maior combate entre cangaceiros e a polícia. Participam do combate o major Theófanes Ferraz Torres, tenente Higino Belarmino, tenente Sólon Jardim, sargento Arlindo Rocha, cabo Manoel Neto, despedaçam Euclides Flor e mais 400 homens. Lampião, do alto da serra, ataca e mata onze da polícia e deixa onze feridos, entre eles Manoel Neto e Arlindo Rocha. De Lampião apenas Antônio Ferreira foi baleado.
- 25 de dezembro de 1926 — Por conta do ferimento e da falta de munição, gasta no combate da Serra Grande, os cangaceiros Antônio Ferreira, Luiz Pedro, Jurema e Biu vão até a fazenda Poço do Ferro, em Tacaratu - PE, pertencente ao coiteiro Ângelo Gomes de Lima. O cangaceiro Luiz Pedro estava limpando uma arma e acabou dormindo. Antônio Ferreira, em ato de brincadeira, balança a rede para acordá-lo e a arma dispara acidentalmente, atingindo Antônio Ferreira. Lampião é chamado até a fazenda. Chegando lá encontra Antônio ainda vivo e isenta Luiz Pedro de culpa. Logo depois, morre o cangaceiro Antônio Ferreira, seu irmão.
- Fevereiro a abril de 1927 — Lampião manda um subgrupo comandado pelo cangaceiro Jararaca atacar uma série de cidades no estado de Pernambuco, assaltando o comércio local, fazendas e veículos de mercadorias, além de matar moradores que se opuseram à presença do bando.[35]
- 15 de maio de 1927 — O grupo de Lampião passa pelo município de Luís Gomes - RN, na comunidade de Fazenda Nova, onde atacou e saqueou a casa do Coronel Antônio Germano. A tradição oral conta que o bando não subiu a serra porque Virgulino era devoto de Senhora Sant'Ana, padroeira da freguesia.[36]
- 15 de maio de 1927 — Lampião tenta entrar na cidade de Uiraúna - PB com 35 cabras, sendo repelidos pela força policial comandada pelo tenente Nelson Furtado Leite e mais 14 homens. O combate durou cerca de uma hora, saindo vencedora a força policial, que perdeu apenas um soldado.
- 13 de junho de 1927 — Lampião ataca a cidade de Mossoró - RN. O bando de Lampião foi dividido em vários subgrupos comandados pelos cangaceiros Sabino Gomes, Massilon Leite, Jararaca e Luiz Pedro. A cidade estava totalmente organizada tendo à frente o prefeito Rodolfo Fernandes, que distribuiu seu pessoal nas 4 torres da cidade, que àquela altura era a segunda maior do estado. Lampião sofreu sua maior derrota. O cangaceiro Jararaca foi preso e enterrado vivo. Mossoró saiu vencedora.[37]
- 15 de junho de 1927 — Lampião, em fuga do combate de Mossoró, sequestra a senhora Maria Rocha e o senhor Antônio Gurgel, pedindo 80 contos de réis. Para isso ele vai até a cidade de Limoeiro do Norte, no Ceará, sendo recebido pacificamente pelo juiz Custódio Saraiva, que passou telegrama sobre o resgate do sequestro, que não chegou. Lampião dormiu na cidade e depois foi embora.
- 17 de junho de 1927 — Combate entre Lampião e a Força Volante na Serra da Micaela, em Jaguaribara - CE. Lampião com 42 homens e a policia com 815 homens comandados pelo major Moisés Leite de Figueiredo, cunhado do major Isaías Arruda, este velho coiteiro de Lampião. Apesar de no combate terem sido mortos dois soldados e um saído ferido, o major Moisés, com grande número de policiais, foi acusado de covardia pelo tenente Joaquim Teixeira de Moura.
- 7 de julho de 1927 — Lampião, em fuga de Mossoró, passa um bom tempo na Serra do Coxá, em Milagres - CE. Depois de alguns dias saiu e foi para a casa de Zé Cardoso na fazenda Ipueiras, em Aurora - CE. Lá era coito de seu velho amigo Isaías Arruda, o que fez Lampião confiar. Chegando nessa fazenda Lampião almoçou e logo depois o dono ofereceu 8 cabras para participar do bando, o que foi recusado por Lampião desconfiado de traição. Realmente estava combinada entre o major Moisés e seu cunhado Isaías Arruda essa estratégia. Lampião resolve ir embora, sendo atacado pelo major Moisés com quinze soldados.
- 9 de julho de 1927 — Lampião passa pelo Morro Dourado, em Milagres - CE em rumo a cidade de Santa Inês - PB.
- 27 de março de 1928 — Lampião vai até a fazenda Batoque, em Jati - CE do coiteiro Antônio da Piçarra. A Força de Nazaré entra no estado cearense. O cangaceiro Sabino Gomes conversava ao pé de uma fogueira quando é atingido na boca por Hercílio Nogueira, dos nazarenos. Lampião bate em retirada, sendo perseguindo pela polícia. Duas semanas depois, não aguentando ver tanto sofrimento com o ferimento de Sabino, o cangaceiro Mergulhão a pedido mata Sabino com um tiro de misericórdia.
- 21 de agosto de 1928 — Lampião atravessa de canoa o Rio São Francisco, entrando no estado da Bahia com os cangaceiros Luiz Pedro, Ezequiel Ferreira, Moreno, Virgínio Moderno e Mergulhão.
- 26 de agosto de 1928 — Lampião entra na cidade de Bonfim, Bahia. Houve pequeno combate com a força do tenente Manoel Neto.
- 1 de março de 1929 — Lampião entra pacificamente na cidade de Carira, Sergipe.
- 25 de novembro de 1929 — Lampião entra em Nossa Senhora das Dores - SE. De lá vai de carro até a cidade de Capela - SE. Lá visita o comércio local, assiste a um filme no cinema e recolhe dinheiro com os comerciantes locais.
- 16 de dezembro de 1929 — Lampião entra na cidade de Pombal - BA.
- 22 de dezembro de 1929 — Lampião entra em Queimadas - BA. Lá, ele assaltou a casa de João Lantyer de Araújo Cajahyba, cortou os fios do telégrafo e sequestrou os telegrafistas Joaquim Cavalcante e Manoel Evangelista, pelos quais recebeu o resgate de 500 mil réis. Depois, foi até a cadeia e prendeu o sargento Evaristo Costa e outros 7 soldados. Foi almoçar e depois voltou para a cadeia e soltou todos os presos. Mandou os todos os 7 soldados ajoelharem e matou um por um. Pela noite, saqueou o comércio, conseguindo 20 contos de réis. Foi ao cinema da cidade e depois mandou fazer um baile.
- 23 de dezembro de 1929 — Lampião invade a cidade de Quijingue, Bahia. Lá ele fez um baile e deu dinheiro para o povo.
- 25 de dezembro de 1929 — Lampião ataca a cidade de Mirandela, Bahia. A força policial comandada por Francisco Guedes de Assis repele o ataque, travando pequeno combate no qual são mortos os civis Manoel Amaral e Jeremias Dantas e mais um soldado. Nesse combate é ferido o cangaceiro Luiz Pedro. Lampião então entra na cidade e saqueia o comércio local.
- 1930 — Lampião passa por Nossa Senhora das Dores em Sergipe pela segunda vez, onde seu bando cometeu atrocidades como a morte de um rapaz que apresentava problemas mentais e a castração de Pedro Batatinha, que vinha da Malhada dos Negros a fim de arrancar um dente que muito o afligia e foi mutilado pelos cangaceiros Fortaleza e Cajueiro na presença de Lampião — que testemunhou indiferente o ato e em seguida arrancou parte da orelha da vítima.[38]
- 4 de junho de 1930 — Lampião ataca trabalhadores de uma estrada de ferro próxima a Juazeiro - BA, matando 35 reféns e causando fuga dos moradores da cidade para a vizinha Petrolina - PE.[39]
- 17 de agosto de 1930 — Lampião ataca a localidade de Tucano - BA, matando um tenente, um sargento e dois praças.[40]
- 17 de outubro de 1930 — Lampião ataca a cidade de Simão Dias - SE. Invadiu casas, saqueou o comércio local e humilhou alguns moradores, levando a morte à esposa do latifundiário Martinho Ferreira Matos, que estava de resguardo quando foi violentada por Lampião.
- dezembro de 1930 — Lampião conhece Maria Bonita, casada com o sapateiro Zé de Neném. Ela já era apaixonada pelo cangaceiro e fugiu com ele deixando uma carta para o ex-marido. Foi a primeira mulher a participar do cangaço.
- 24 de maio de 1931 — Combate em Tanque do Touro entre o bando de Lampião e o tenente Arsênio. Nesse combate, a cangaceira Dadá, esposa de Corisco, tem um filho que nasce em pleno tiroteio. A criança, de nome Josafá, morre dois meses depois.
- Junho de 1931 — Ataque surpresa de Lampião à contingente da polícia baiana leva à morte de 18 soldados, com exceção do oficial Tenente Arsênio de Souza, que apesar de sobreviver, sofre agressões.[41]
- 28 de julho de 1931 — O Governo da Bahia contrata a Força de Nazaré, comandada pelo tenente Manoel de Souza Neto, para combater Lampião naquele estado. Faziam parte daquela força o sargento Davi Jurubeba, Euclides Flor, Manoel Flor, João Gomes de Lira, Pedro Gomes de Lira, Herculano Nogueira, João Cavalcanti, Vicente Grande, Henrique Gregório e Antônio Capistrano, tudo gente do povoado.
- 6 de setembro de 1931 — Combate na fazenda Aroeiras, em Glória - BA entre Lampião e a força volante do tenente Manoel Neto, com quinze soldados. Neste combate acontece episódio épico em um riacho onde Manoel Neto e o famoso cangaceiro Corisco ficam frente a frente, tendo o cangaceiro fugido em disparada. Não houve baixas nesse combate.
- 5 de janeiro de 1932 — Lampião invade a cidade de Canindé - SE. Nesta cidade, violenta várias moças e saqueia o comércio local.
- 8 de janeiro de 1932 — Lampião encontra-se com 32 cangaceiros na fazenda Maranduba, em Porto da Folha - SE. A força do tenente Manoel Neto, com 100 soldados, vai em perseguição, travando grande combate. Na frente da força estavam os soldados João Cavalcanti e Hercílio Nogueira, que tombaram mortos. Adalgísio Nogueira, irmão de Hercílio, tentou socorrer e também foi alvejado, morrendo no local. Foi o maior combate de Lampião na Bahia. A força recuou com seis soldados mortos e 12 feridos. Os cangaceiros perderam 3 cabras e um outro que de tão ferido Lampião matou.
- 20 de janeiro de 1932 — Lampião invade a cidade de Olindina - BA.
- 22 de abril de 1932 — Lampião trava combate na fazenda Caldeirão contra força do tenente Abdon Menezes e Manoel Neto.
- 11 de agosto de 1932 — Combate entre o bando de Lampião e o tenente Ladislau na fazenda Cajazeira, em Cipó - BA. Após ferir um soldado, o bando foge deixando cavalos e munição para trás.[42]
- 13 de setembro de 1932 — Nasce Expedita Ferreira Nunes, filha de Lampião e Maria Bonita em Porto da Folha - SE.
- Janeiro de 1935 — Durante viagem de caminhão na divisa entre Alagoas e Pernambuco, fazendeiros são saqueados pelo grupo de Lampião, composto na ocasião por oito homens e três mulheres.[43]
- 23 de outubro de 1937 — Um subgrupo de Lampião, comandado por Corisco e Gato ataca violentamente a cidade de Piranhas - AL. O intuito era resgatar a cangaceira Inacinha, companheira de Gato.
- 27 de julho de 1938 — Bando de Lampião é atacado por volante, com morte de onze cangaceiros incluindo Lampião e Maria Bonita.

## Representações na cultura popular

### Compositor
"Mulher Rendeira" é um antigo tema popular, muito cantado nos sertões nordestinos ao tempo de Lampião, e cuja origem é controversa. Segundo a versão mais conhecida do padre Frederico Bezerra Maciel, regionalista pernambucano e biógrafo de Lampião, o mesmo teria escrito os versos da versão original da música. A ele se acrescenta Câmara Cascudo, segundo o qual Lampião teria feito escrito a letra em homenagem ao aniversário de sua avó d. Maria Jocosa Vieira Lopes ("Tia Jacosa") em 15 de setembro, que era uma rendeira. Compôs a música entre setembro de 1921 e fevereiro de 1922, quando apresentou a música em Floresta (Pernambuco). A música tornou-se praticamente um hino de guerra dos cangaceiros do bando de Lampião, tendo inclusive relatos de que o seu ataque a Mossoró em 1927 teria sido feito com mais de 50 cangaceiros cantando "Mulher Rendeira".
Por isso foi incluído no premiado filme "O Cangaceiro", de Lima Barreto, que o celebrizou no país e no exterior. Na ocasião, sofreu uma adaptação do compositor Zé do Norte (Alfredo Ricardo do Nascimento), autor de outras músicas do filme, que manteve a sua estrutura original. Há também uma gravação de um antigo cabra do bando de Lampião, o cangaceiro Volta Seca.

### Música
- "Cangaceiro", música da banda Soulfly. A letra trata explicitamente sobre Lampião: "Sou Lampião, sou bandido, eu sei que algum dia minha cabeça vão degolar." (1998)
- "Ratamahatta", música da banda Sepultura. Cita Lampião junto com Zumbi dos Palmares e Zé do Caixão como personagens brasileiros (1996)
- "Candeeiro Encantado", música de Lenine, faz alusão a Lampião
- "O Encontro de Lampião com Eike Batista", música da banda El Efecto
- "Acende Lampião", música da banda T-Remotto
- "Al Capone", de Raul Seixas e Paulo Coelho, presente no disco Krig-ha, Bandolo!, faz referência à execução do cangaceiro nos versos: "Ei Lampião, dá no pé, desapareça / pois eles vão à feira exibir sua cabeça". Para além do personagem, a música cita o ditador romano Júlio César, o músico americano Jimmy Hendrix, Jesus Cristo, entre outros.
- "Lampião Rei", disco da banda paraibana Papangu, mistura elementos de realismo fantástico com a história de Lampião.

### Literatura
- Capitães da Areia, romance de Jorge Amado (1937), faz citações a Lampião

### Cinema e Televisão
- O Cangaceiro, dirigido por Lima Barreto (1953)
- A Morte Comanda o Cangaço, filme brasileiro dirigido por Carlos Coimbra(1960)
- O Lamparina, produzido por Mazzaropi e dirigido por Glauco Mirko Laurelli (1963)
- Lampião, o Rei do cangaço, filme dirigido por Carlos Coimbra(1964)
- Corisco, o Diabo Loiro, direção de Carlos Coimbra (1969)
- Lampião e Maria Bonita, minissérie brasileira produzida pela Rede Globo (1982)
- O Cangaceiro Trapalhão, dirigido por Daniel Filho (1983)
- Corisco e Dadá, dirigido por Rosemberg Cariry(1996)
- Mandacaru, telenovela brasileira produzida pela Rede Manchete (1997)
- Baile Perfumado, dirigido por Lírio Ferreira e Paulo Caldas (1997)
- Canta Maria, dirigido por Francisco Ramalho Jr (2006)
- Cordel Encantado, telenovela brasileira produzida pela Rede Globo (2011)
- Feminino Cangaço, documentário dirigido por Lucas Viana e Manoel Neto (2013)[48]
- A Luneta do Tempo, filme brasileiro dirigido e escrito por Alceu Valença (2016)
- O Cangaceiro do Futuro, série da Netflix (2022)
- Guerreiros do Sol, telenovela brasileira produzida pelo Globoplay (2024)[49]

### Teatro
- Lampião no Inferno, musical de 1975, escrito por Jairo Lima, e dirigido por Luiz Mendonça.[50][51][52]

### Carnaval
- "O aperreio do cabra que o excomungado tratou com má-querença e o santíssimo não deu guarida" (2023), tema de enredo criado pelo carnavalesco Leandro Vieira para o desfile da escola de Samba Imperatriz Leopoldinense, sendo campeã do Grupo Especial do Rio de Janeiro. Baseado em histórias de literatura de cordel sobre "a chegada de Lampião no Inferno e no Céu".[53]
- Chuva de Bala no País de Mossoró, de Tarcísio Gurgel, sobre o batismo de fogo de Mossoró.[54][55]